# Sovietski Pissatel

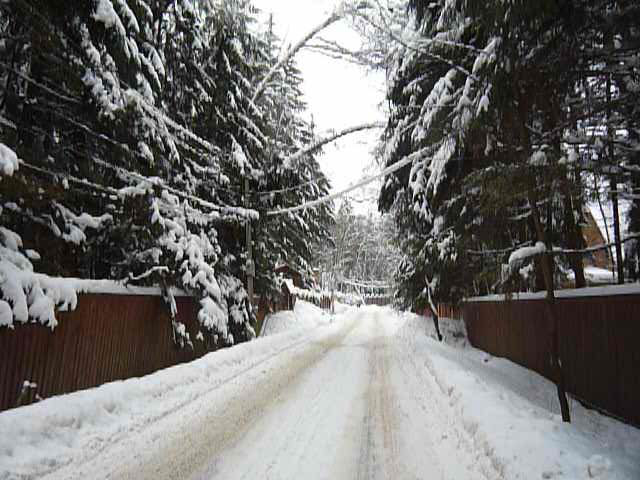
Sovietski Pissatel (Pakhra), allée Sud, 2011.

Sovietski Pissatel (Советский Писатель, ce qui signifie en français : « Écrivain soviétique », est un village de datchas et de résidences secondaires situé dans le district administratif de Troïtsk (jusqu'en 2012, en dehors de Moscou, dans la banlieue verte) près de Troïtsk et au 36e kilomètre de la chaussée de Kalouga (A 101). Il se trouve dans la partie Sud-Ouest des limites de Moscou. Ce village a été fondé en 1952 selon une décision de Staline pour y réunir des écrivains. Dans les milieux littéraires de l'époque, il est appelé Krasnaïa Pakhra.

## Résidents du village
Des écrivains et des poètes y ont habité à différentes époques, mais pas uniquement: il y avait et il y a encore des représentants de différents domaines artistiques et créatifs, des réalisateurs, des acteurs, des peintres, artistes, musiciens, etc. comme les cinéastes Roman Karmen, Ivan Pyriev, le réalisateur Mikhaïl Romm, le chanteur Vladimir Vissotski, le poète et auteur-compositeur Mikhaïl Matoussovski (qui y a composé les paroles de la chanson Les Nuits de Moscou), l'auteur-compositeur de chansons Modeste Tabatchnikov, le compositeur de chansons et de musiques de film Alexandre Fliarkovski, le pianiste et compositeur Oscar Feltsman, le pianiste Emil Guilels, le compositeur, pianiste et chef d'orchestre Dmitri Kabalevski, le chef d'orchestre Kirill Kondrachine, la cantatrice Lioudmila Zykina, l'historienne de la littérature Véra Netchaïeva, son mari, le pouchkiniste Dmitri Blagoï et leur fils, le musicien Dmitri Blagoï, le linguiste et académicien Viktor Vinogradov, la poétesse Bella Akhmadoulina, les poètes Pavel Antokolski, Andreï Dementiev, Semion Kirsanov, l'écrivain et scénariste Sergueï Antonov, les écrivains Alexandre Andreïev, Iouri Bondarev, Iossif Dik, Viktor Dragounski, Iouri Naguibine, Ioulian Semionov, Constantin Simonov, Vladimir Tendriakov, Iouri Trifonov, Alexandre Tvardovski, Nathan Vengrov et Vladimir Voïnovitch, la dramaturge et femme de lettres Xenia Dragounskaïa, le scénariste et dramaturge Alexeï Simoukov, l'écrivain et scénariste Vil Lipatov, les dramaturges et scénaristes Vladimir Mass et Mikhaïl Tchervinski, l'actrice Marina Ladynina, l'acteur Andreï Mironov et sa fille, l'actrice Maria Mironova, les acteurs Alexandre Menaker et Zinovi Gerdt, le peintre et illustrateur Oreste Verenski, le dramaturge et poète Vladimir Dykhovitchni, le scénariste et écrivain satiriste Moris Slobodskoï, le dramaturge Viktor Rozov, etc.
L'actrice Natalia Selezniova, l'écrivain et scénariste Henrikh Borovik, la scénariste Viktoria Tokarieva, l'écrivain et journaliste Denis Dragounski, Tatiana Lipatova, la chanteuse et actrice Irina Allegrova y habitent actuellement.

## Personnalités
- Dmitri Blagoï (1930-1986) y est mort dans sa datcha.